# Циринский сельсовет
Циринский сельсовет — административная единица на территории Кореличского района Гродненской области Республики Беларусь. Административный центр — агрогородок Цирин.

## История
В 2008 году уточнены наименования сельских населённых пунктов Кореличского района — Цирин.

## Состав
Циринский сельсовет включает 13 населённых пунктов:
- Акановичи — деревня.
- Бабоневка — деревня.
- Быкевичи — деревня.
- Волоки — деревня.
- Дорогово — деревня.
- Застодолье — деревня.
- Кайшовка — деревня.
- Красное — деревня.
- Мокрово — деревня.
- Ольшаны — деревня.
- Рукавчицы — деревня.
- Теравичи — деревня.
- Цирин — агрогородок.